# Ameghino (månkrater)
Ameghino är en nedslagskrater på månen som ligger norr om Sinus Successus, en bukt i den nordöstra delen av Mare Fecunditatis. Mindre än 15 kilometer från den nordvästra delen av kratern var landningsplatsen för de sovjetiska sonderna Luna 18 och Luna 20. 
Nedslagskratern är uppkallad efter Florentino Ameghino.
Denna formation kallades tidigare Apollonius C  innan den gavs ett namn av IAU. Kratern Apollonius är lokaliserad till öst-nordöst.